# Bhairab
Bhairab (alternativt Bhairab Bazar, bengali: ভৈরব) är en stad i östra Bangladesh, och tillhör distriktet Kishoreganj i provinsen Dhaka. Folkmängden uppgick till 118 992 invånare 2011, på en yta av 15,71 km². Den är belägen vid floden Meghna. Kommunen (paurashava) bildades 1958.